# 14e cérémonie des Empire Awards
La 14e cérémonie des Empire Awards a été organisée en 2009 par le magazine britannique Empire, et a récompensé les films sortis en 2008. Elle a été présentée par Dara O'Briain.
Les récompenses sont votées par les lecteurs du magazine.

## Palmarès
Note : les gagnants sont indiqués en premier de chaque catégorie et typographiés en gras.

### Meilleur film
- The Dark Knight : Le Chevalier noir (The Dark Knight)
  - Iron Man
  - No Country for Old Men
  - There Will Be Blood
  - WALL-E

### Meilleur film britannique
- RocknRolla
  - Eden Lake
  - Hunger
  - Bons baisers de Bruges (In Bruges)
  - Le Fils de Rambow (Son of Rambow)

### Meilleur acteur
- Christian Bale pour le rôle de Batman / Bruce Wayne dans The Dark Knight : Le Chevalier noir (The Dark Knight)
  - Daniel Craig pour James Bond dans Quantum of Solace
  - Daniel Day-Lewis pour le rôle de Daniel Plainview dans There Will Be Blood
  - Johnny Depp pour le rôle de Sweeney Todd dans Sweeney Todd : Le Diabolique Barbier de Fleet Street (Sweeney Todd: The Demon Barber of Fleet Street)
  - Robert Downey Jr. pour le rôle de Tony Stark / Iron Man dans Iron Man

### Meilleure actrice
- Helena Bonham Carter pour le rôle de Mme Lovett dans Sweeney Todd : Le Diabolique Barbier de Fleet Street (Sweeney Todd: The Demon Barber of Fleet Street)
  - Sally Hawkins pour le rôle de Poppy dans Be Happy
  - Angelina Jolie pour le rôle de Christine Collins dans L'Échange (Changeling)
  - Olga Kurylenko pour le rôle de Camille Montes dans Quantum of Solace
  - Elliot Page pour le rôle de Juno MacGuff dans Juno

### Meilleur réalisateur
- Christopher Nolan pour The Dark Knight : Le Chevalier noir (The Dark Knight)
  - Paul Thomas Anderson pour There Will Be Blood
  - Tim Burton pour Sweeney Todd : Le Diabolique Barbier de Fleet Street (Sweeney Todd: The Demon Barber of Fleet Street)
  - Joel et Ethan Coen pour No Country for Old Men
  - Andrew Stanton pour WALL-E

### Meilleure bande originale
- Mamma Mia !
  - Quantum of Solace
  - RocknRolla
  - Sweeney Todd : Le Diabolique Barbier de Fleet Street (Sweeney Todd: The Demon Barber of Fleet Street)
  - There Will Be Blood

### Meilleur espoir
- Gemma Arterton pour le rôle de Strawberry Fields  dans Quantum of Solace
  - Hayley Atwell pour le rôle de Elizabeth « Bess » Foster dans The Duchess
  - Toby Kebbell pour le rôle de Johnny Quid dans RocknRolla
  - Robert Pattinson pour le rôle de Edward Cullen dans Twilight, chapitre I : Fascination (Twilight)
  - Jim Sturgess pour le rôle de Ben Campbell  dans Las Vegas 21 (21)

### Meilleur thriller
- Quantum of Solace
  - L'Échange (Changeling)
  - Gone Baby Gone
  - No Country for Old Men
  - L'Œil du mal (Eagle Eye)

### Meilleur film fantastique ou de science-fiction
- Wanted : Choisis ton destin (Wanted)
  - Hellboy II : Les légions d'or maudites (Hellboy II: The Golden Army)
  - Iron Man
  - The Dark Knight : Le Chevalier noir (The Dark Knight)
  - WALL-E

### Meilleure comédie
- Le Fils de Rambow (Son of Rambow)
  - Bons baisers de Bruges (In Bruges)
  - Burn After Reading
  - Tonnerre sous les Tropiques (Tropic Thunder)
  - La Ville fantôme (Ghost Town)

### Meilleur film d'horreur
- Eden Lake
  - The Mist (Stephen King's The Mist)
  - L'Orphelinat (El Orfanato)
  - The Strangers
  - Sweeney Todd : Le Diabolique Barbier de Fleet Street (Sweeney Todd: The Demon Barber of Fleet Street)

### Special Award
- Danny Boyle pour sa contribution au cinéma britannique
- Russell Crowe, « acteur de notre génération »

### Empire Icon Award
- Viggo Mortensen